# 芝加哥、岩島和太平洋鐵路 (2017)
芝加哥、岩島和太平洋鐵路有限责任公司（代號RILX）是一家在密西西比州和堪萨斯州營運的美國第三级鐵路公司。它使用最初的芝加哥、岩島和太平洋鐵路（1852-1980）的公司名稱和該公司最後使用的企業識別。

## 歷史
联合太平洋鐵路和加拿大國家鐵路的前員工，罗伯特·赖利（Robert J. Riley ），於2017 年取得了芝加哥，岩島和太平洋鐵路公司的名稱、「The Rock」商标等權利，在密西西比州埃尔南多成立了新的同名公司。
2019 年初，新成立的芝加哥，岩島和太平洋鐵路公司與密西西比州西北部的科阿霍马县达成协议，从 2019 年 3 月 1 日起租赁和运营该县 60 英里的密西西比三角洲铁路；該路線原與C&J鐵路公司的合約已于 2019 年 2 月 8 日终止。 但後來因為原營運商C&J 鐵路、加拿大國家鐵路所屬之伊利诺伊中央铁路提出的訴願與其他因素而延遲。解決上述問題後，芝加哥，岩島和太平洋鐵路公司2019年6月7日获得批准，在密西西比州天鹅湖约 0.2 英里長的軌道上進行公共運營。早在 2001 年，該縣的其餘基礎設施就已轉由非公共承運人提供合約服務。 2019 年 4 月 28 日，岩島鐵路開始商業營運。該公司目前在密西西比三角洲鐵路上經營貨運服務。它為一些當地客戶提供服務，但主要使用基礎設施提供停放空置或是有裝載的鐵路車輛（移動倉儲）服務。      
岩島铁路还计划復駛密西西比州罗斯代爾河港至密西西比州格林维尔之间的铁路。县属港务局于 1981 年从伊利诺伊中央鐵路取得了这条路線，以大河铁路（Great River Railroad）之名營運，直到 2001 年鐵路被迫停駛。 2020 年 8 月，玻利瓦尔县和岩岛铁路同意开始清理和修复基础设施。 
2020 年 12 月 21 日，羅伯特·賴利註冊了一家名為海灣與船島鐵路有限公司（Gulf & Ship Island Railroad LLC）的公司，該公司與1882至1925年之間存在的一家公司同名。 。 2021年5月，哈里森县和岩島铁路公司宣布，后者所有的海灣與船島鐵路與堪萨斯城南方铁路公司，將合作復駛位于格尔夫波特伯纳德河口工业區（Bernard Bayou industrial park）的路線。  
2023 年2 月18 日，岩島鐵路從米德蘭鐵路歷史協會（Midland Railway Historical Association）及其所屬的萊文沃斯、勞倫斯和加爾維斯頓鐵路（Leavenworth, Lawrence & Galveston Railroad）收購了軌道、車輛與不動產，使其成為全資子公司渥太華北方鐵路有限公司（Ottawa Northern Railroad LLC，ONR）。 ONR 計劃繼續旅遊業務並恢復貨運業務。 ONR的路線在堪萨斯州渥太华與BNSF鐵路的路線交會，向北延伸至堪萨斯州鲍德温市。

## 基礎設施
科阿霍马县的铁路基础设施，统称为密西西比三角洲铁路，长约137公里（85英里），由三條路線組成。从卢拉（Lula）经科阿霍马（Coahoma）、里昂（Lyon）和克拉克斯代爾到克拉克斯代尔西南的多兰（Dolan）的路線，原屬路易斯维尔、新奥尔良和德克萨斯铁路（Louisville, New Orleans and Texas Railway）从新奥尔良到孟菲斯的主线。卢拉以北和多兰以南的路線在 20 世纪 80 年代早期被废弃。从克拉克斯代尔到塔特怀勒（Tutwiler）、萨姆纳，到格伦多拉（Glendora）附近的天鹅湖則是支線。在克拉克斯代尔，两条路線通过廣大的铁路站场内的 以Y形路線连接。另一條支線是由卢拉向南延伸至琼斯敦（Jonewtown）。科阿霍马县于 2001 年从三个不同的所有者手中购买了这些线路

## 運輸
岩島鐵路公司主要使用密西西比三角洲鐵路來停放空車或滿載的火車車廂，據稱同時最多可存放2100輛車。此外，該公司還為薩姆納、克拉克斯代爾和科阿霍馬等地的沿線客戶提供服務，並在天鵝湖連接其他公司的路網。 

## 設施
公司拥有多台内燃机车。两辆EMD GP38 （#4310 和 4373）采用「重生蓝色」，亦即岩島鐵路的塗裝，涂装、裝飾、命名和加兹登旗贴飾等方面，與舊岩島鐵路的EMD GP38-2外观极为相似。 2021 年初，一辆EMD GP15-1 （#1106） 也以類似的方式重新塗裝。另外还有一輛EMD GP30 （#3024）、兩輛原屬BNSF的SD38-2 (# 1555 和1559)、一輛GP20E （#2003）、一輛GE C40-8 （#2127）、一台NW2R 調車機車（# 109） ，一輛原屬美鐵的F40PHR（#310，美鐵車號392），至少六輛守車和一些貨車。 2021 年 5 月，#2127 改採紅黃色岩島塗裝，也是舊岩島鐵路曾採用的塗裝。一般維修工作在薩姆納進行。岩島鐵路並未使用位於克拉克斯代爾的小型機廠——密西西比三角洲鐵路的前兩家運營商曾使用該機廠。 